# Українці Малайзії
Українці Малайзії — особи української національності, які проживають та працюють на території Малайзії. Задля збереження рідної мови та культури українці гуртуються навколо Посольства України в Малайзії. 
Також проживають українці народжені в Малайзії.

## Історія
Перші українці потрапили до Малайзії на початку 1990-х років — після розпаду Радянського Союзу та постання незалежної України. Тоді, як і тепер, до країни відправлялися вузькі спеціалісти в різних галузях — техніки, інженери, спортсмени тощо. Ця тенденція збереглася до 2017 року. Українці часто приїздять до Малайзії в пошуках роботи або задля відкриття власної справи. З початку 2000 років сюди стали прибувати українські туристи.
Станом на 2016 рік українців у Малайзії за приблизними відомостями було до 500, а на консульському обліку в Посольстві — близько 70. Переважно мешкають у столиці Малайзії міста Куала-Лумпур та на острові Пенанг. Значна частина працює у фірмах, пов'язаних з комп'ютерними технологіями та туризмом, а також у закладах освіти. Більшість представників української громади походять з м. Київ, а також з Київської, Вінницької, Дніпропетровської, Харківської та західних областей України.
Постійно зростає чисельність туристів з України: за даними Департаменту імміграції Малайзії у 2013 році до країни прибуло 9311 українців, у 2014 році — 10 728, у 2015 році — 11 609, у 2016 році — 10 533.

### Відомі представники діаспори
- В'ячеслав Артамонов, підприємець, ініціатор створення платформи p2p-кредитування Lendingstar
- Едуард Нечай, старший тренер зі спортивної гімнастики збірної Малайзії у 1993—2002 роках
- Наталія Сінькова, тренер зі спортивної гімнастики жіночої збірної Малайзії
- Олег Старинський, тренер юнацької збірної з футболу
- Орест Білоус, співзасновник та співвласник туристичної компанії (туроператора) «Я люблю Азію»

## Культурне життя
Працівники Посольства України в Малайзії організовують святкування. Серед проведених заходів у сфері публічної дипломатії та культури: флешмоб #УкраїнаЄдина, присвячений відзначенню Дня Соборності України; тематичну фотовиставку, присвячену подіям 2014 року «Майдан. Революція»; флешмоб української громади #FreeSavchenko під стінами Посольства Росії в м. Куала-Лумпур на підтримку українських політв'язнів в РФ, зокрема звільнення Надії Савченко; вечір поезії, вірші Великого Кобзаря «Заповіт» та «Кавказ» звучали українською та малайзійською мовами у виконанні громадян Малайзії, випускників українських ВНЗ; тематичний стенд у приміщенні дипустанови «Чорнобиль сьогодні» в рамках вшанування 30-х роковин аварії на ЧАЕС; відзначення українською громадою Дня вишиванки (з 2013 року під орудою Олени Гринчук), вшанування 72-ї річниці депортації кримських татар, урочисте відзначення 20-ї річниці Конституції України та 25-ї річниці незалежності України; літературний вечір, присвячений пам'яті Івана Франка; відкритого листа від представників української громади в Малайзії до Посольства Нідерландів на підтримку ратифікації Угоди про асоціацію між Україною та ЄС; поминальний молебень у кафедральному соборі Святого Іоанна Богослова м. Куала-Лумпур за жертвами Голодоморів 1932—1933 рр. в Україні та героями Небесної Сотні; участь у міжнародному благодійному ярмарку, організованому асоціацією дружин глав дипломатичних місій, акредитованих в Малайзії; святкування Дня Святого Миколая за участі маленьких українців, мешканців Малайзії.
У лютому 2017 року за групою активістів було офіційно зареєстровано громадську організацію «Українська культурна асоціація» з метою згуртування громади та просування інтересів України на культурно-гуманітарному напрямку.
Задля підтримання контактів створено FACEBOOK-спільноту «Українці Малайзії».